# La culpa (telefilme)
La culpa es un telefilme español dirigido por Narciso Ibáñez Serrador incluido en "Películas para no dormir".

## Sinopsis
En los años 70, Ana es una ginecóloga que vive en una pequeña ciudad y combina su trabajo en un centro de la Seguridad Social con la consulta privada que tiene en su casa. Cuando Gloria, una joven enfermera y madre soltera empieza a trabajar en el mismo hospital, Ana la acoge a ella y a su hija Vicky en su casa a cambio de que la ayude en la consulta privada. Pronto la doctora empieza a sentirse atraída por la joven enfermera. Gloria empieza a sentirse inquieta por una serie de hechos que tienen lugar en la casa...

## Reparto
- Nieve de Medina: Ana Torres
- Montse Mostaza: Gloria
- Alejandra Lorenzo: Vicky
- Mariana Cordero: Teresa
- Asunción Díaz: Consuelo
- Elena de Frutos: Aurora

- Datos: Q17631949